# 波利采縣

53°32′N 14°34′E / 53.533°N 14.567°E
波利采縣（波蘭語：Powiat policki），是波蘭的縣份，位於該國西北部，由西波美拉尼亞省負責管轄，首府設於波利采，面積664平方公里，2006年人口64,147，人口密度每平方公里97人。